# Ice Cream (canção de Blackpink e Selena Gomez)
"Ice Cream" é uma canção do grupo feminino sul-coreano Blackpink e da cantora americana Selena Gomez. Foi lançado em 28 de agosto de 2020, como o segundo single do próximo álbum de estúdio em coreano de Blackpink, The Album. A canção foi escrita por Gomez, Teddy, Tommy Brown, Ariana Grande, Victoria Monét, Bekuh Boom, 24, Steven Franks e produzida por Teddy, Brown, 24 e Franks. "Ice Cream" é uma canção electropop e bubblegum pop com elementos de trap. Liricamente, a música consiste principalmente de duplos sentidos relacionados ao sorvete.
"Ice Cream" estreou e alcançou a posição 13 na Billboard Hot 100 dos EUA, tornando-se o primeiro single de Blackpink a atingir o pico dentro do top vinte da tabela. A canção estreou no top dez das paradas de Singapura e Hungria, top vinte na Austrália, Canadá e Nova Zelândia e também entrou no top 40 na Irlanda, Lituânia e Reino Unido. Ele alcançou o número 8 em sua segunda semana na Coreia do Sul. Um videoclipe oficial para a música foi lançado em 28 de agosto de 2020. O vídeo mostra Gomez e Blackpink em uma série de conjuntos e roupas coloridas em tons pastel. Uma versão demo na voz de Ariana Grande foi vazada online no dia 18 de maio.

## Antecedentes e lançamento
Em uma entrevista para a Radio.com, Gomez revelou que ela foi apresentada a Blackpink depois de conhecer Jisoo e Rosé durante a New York Fashion Week em 2019, enquanto Blackpink compartilhou que elas foram grandes fãs do crescimento de Gomez, tendo dançado com sua música como trainees.
Em 23 de julho de 2020, a YG Entertainment lançou um pôster para um novo single de colaboração entre Blackpink e um artista sem nome, previsto para ser lançado em agosto. Fãs nas redes sociais começaram a hashtag "#AriPink" na esperança de que a colaboração fosse com a cantora Ariana Grande. Em 28 de julho, o grupo anunciou que seu álbum de estreia, The Album, seria lançado em 2 de outubro de 2020. Em 12 de agosto de 2020, a artista sem nome foi revelada como a cantora norte-americana Selena Gomez, com Grande sendo posteriormente confirmada como uma dos compositores. Dez dias depois, foi revelado que o título da colaboração seria "Ice Cream". Em 24 de agosto, uma prévia em vídeo apresentando Blackpink e Gomez em videochamada enquanto a música tocava ao fundo foi lançada. Fotos prévias de Blackpink e Gomez foram divulgadas de 24 a 26 de agosto. A foto prévia da integrante de Blackpink, Jisoo, foi lançada em 24 de agosto, fotos das integrantes Jennie e Rosé foram lançadas em 25 de agosto, e fotos prévias de Lisa e de Gomez foram divulgadas em 26 de agosto. Em 27 de agosto de 2020, Blackpink lançou uma prévia do videoclipe de "Ice Cream".
Após o lançamento da música, Gomez lançou um sabor de sorvete inspirado na colaboração com Blackpink com a Serendipity Ice Cream, na qual ela tem uma participação acionária, chamada "Cookies and Cream Remix".

## Composição
"Ice Cream" é uma música electropop e bubblegum pop com elementos de trap. A música é escrita em mi maior com um tempo de 80 batidas por minuto, enquanto as faixas vocais de Blackpink e Gomez vão da nota baixa de B3 à nota alta de E5. A letra da música é cantada principalmente em inglês, com exceção de um verso coreano de Lisa. Liricamente, a música consiste principalmente de duplos sentidos relacionados ao sorvete. Hugh McIntyre da Forbes descreveu algumas das letras, como "Brr brr, congelado, você foi escolhido / Desempenhe o papel como Moisés, mantenha-o fresco como rosas", como "otimista absurdo". Jon Caramanica, do The New York Times, descreveu "Ice Cream" como "implacavelmente agitado e animado" e descreveu o canto como "um pouco brincalhão, um pouco provocador, um pouco distante".

## Videoclipe

### Desenvolvimento e lançamento
Em 27 de agosto de 2020, Blackpink lançou uma prévia de 18 segundos do videoclipe de "Ice Cream"; o videoclipe foi lançado um dia depois, em 28 de agosto. Ambos os vídeos foram lançados no site do grupo  canal oficial do YouTube. O videoclipe de "Ice Cream" foi dirigido pelo diretor e colaborador frequente Seo Hyun-seung. Recebeu 79,08 milhões de visualizações nas primeiras 24 horas, marcando a terceira maior estreia em 24 horas de um videoclipe na plataforma, e um segundo recorde pessoal para o grupo por trás do single "How You Like That" de junho de 2020, que recebeu 86,3 milhões de visualizações nas primeiras 24 horas. O vídeo estreou em número um na parada global de vídeos musicais do YouTube. Vídeos dos bastidores das filmagens foram lançados separadamente pelo Blackpink e Gomez em 29 de agosto. As cenas de Blackpink foram filmadas na Coreia do Sul, enquanto as cenas com Gomez foram filmadas separadamente nos Estados Unidos devido à pandemia de COVID-19.

### Sinopse
O vídeo mostra Gomez e Blackpink em uma série de conjuntos e trajes coloridos em tons pastéis. Ele abre com Gomez em um biquíni listrado com brincos de argola de ouro e um chapéu de marinheiro branco, dirigindo um caminhão de sorvete de cor pastel cheio de sorvete Serendipity. O caminhão de sorvete tem a palavra "Selpink" escrita nele, uma combinação de "Selena" e "Blackpink". Os membros de Blackpink aparecem em seguida na tela, aparecendo sorrindo atrás de recortes de papelão em forma de sorvete. Durante seu primeiro verso, Jennie aparece em um vestido azul com estampa de Ursinhos Carinhosos, usando delineador azul combinando; mais tarde no vídeo, ela é acompanhada por uma capivara. Blackpink é então mostrado andando de bicicleta e dançando em um colorido beco sem saída estilo Candy Land, enquanto Gomez fica do lado de fora do caminhão de sorvete vestindo um macacão Puma com uma viseira verde. Gomez aparece em um top amarelo de bolinhas com culottes azuis para seu próximo verso, em pé na frente de uma parede onde se lê "Ice Queen" em grafite. Rosé então aparece ao lado de um golden retriever. Em seguida, Jisoo sai de um carro com padrão cereja estacionado em uma garagem com padrão cereja, segurando uma cereja e usando acessórios com tema cereja com um diadema. Para o segundo refrão, Blackpink dança em uma quadra de tênis rosa pastel, segurando raquetes de tênis e vestindo saias brancas e blusinhas, enquanto Selena é mostrada sentada em um Chevrolet, ostentando um updo inspirado em pin-up dos anos 1950 e usando um macacão xadrez amarelo fora do ombro. Blackpink aparece em uma sorveteria rosa brilhante no segundo pós-refrão, segurando sorvete e vestindo roupas pretas e brancas. Blackpink é mostrado dançando e segurando travesseiros de sorvete de gato durante o verso de rap de Lisa. Quando a música termina, Blackpink dirige em carros Mercedes-Benz Power Wheels rosa metálico e, em uma cena separada, joga em um slide inflável, usando roupas de crochê.

### Vídeo de apresentação
Em 2 de setembro, uma versão animada da apresentação de dança do videoclipe foi lançada através do canal do grupo no YouTube. Nele, Blackpink e Gomez aparecem como avatares 3-D de ZEPETO vestidos com roupas semelhantes às usadas no videoclipe original e virtualmente se unem para executar uma rotina de dança para a música, que também inclui partes da coreografia original, enquanto cercadas por "cones de sorvete suspensos" e outras imagens relacionadas.

## Desempenho comercial
No Reino Unido, "Ice Cream" estreou no número 39, dando a Blackpink seu quinto single top 40 no Reino Unido e tornando-o o ato coreano com o maior número de singles no top 40 da história das paradas britânicas, ultrapassando BTS. A canção estreou na 13ª posição na Billboard Hot 100 dos EUA, ultrapassando "How You Like That" e "Sour Candy", ambas alcançando a 33ª posição, para se tornar o single de maior sucesso de Blackpink nos EUA. A canção se tornou a 25ª entrada no top 40 de Gomez na parada e se tornou a terceira entrada consecutiva no top 40 de Blackpink, tornando-as o primeiro ato feminino desde Fifth Harmony (de 2015 a 2016) a ter três top 40 consecutivos exitos. A canção também estreou em segundo lugar na parada Digital Songs da Billboard e em oitavo lugar na parada Streaming Songs da Billboard, tendo vendido mais de 23.000 cópias digitais e recebido mais de 18,3 milhões de streams em sua primeira semana de acompanhamento. Também apareceu na posição número 32 na parada Billboard Mainstream Top 40 depois de obter airplay substancial em rádios contemporâneo e contemporâneo para adultos, ganhando 5,1 milhões de impressões de audiência de airplay de rádio durante sua primeira semana de rastreamento e marcando a estreia de Blackpink na parada.

## Créditos
Créditos adaptados de Tidal.
- Blackpink – vocais
- Selena Gomez – vocais, composição
- Teddy – produção, composição
- Tommy Brown – produção, composição
- 24 – produção, composição
- Mr. Franks – produção, composição
- Ariana Grande – composição
- Victoria Monét – composição
- Bekuh Boom – composição
- Serban Ghenea – mixagem, pessoal do estúdio

## Desempenho nas tabelas
| Tabela musical (2020)                         | Melhor posição |
| --------------------------------------------- | -------------- |
| Alemanha (Official German Charts)             | 78             |
| Argentina (Argentina Hot 100)                 | 42             |
| Austrália (ARIA)                              | 16             |
| Áustria (Ö3 Austria Top 40)                   | 57             |
| Bélgica (Ultratip de Flandres)                | 29             |
| Canadá (Canadian Hot 100)                     | 11             |
| Canadá (CHR/Top 40 da Billboard)              | 29             |
| Chéquia (Singles Digitál Top 100)             | 6              |
| Coreia do Sul (Gaon)                          | 8              |
| Escócia (OCC)                                 | 20             |
| Eslováquia (Singles Digitál Top 100)          | 38             |
| Espanha (PROMUSICAE)                          | 90             |
| Estados Unidos (Global 200 da Billboard)      | 8              |
| Estados Unidos (Global Excl. US da Billboard) | 6              |
| Estados Unidos (Billboard Hot 100)            | 13             |
| Estados Unidos (Mainstream Top 40)            | 23             |
| Estados Unidos (Rolling Stone Top 100)        | 9              |
| França (SNEP)                                 | 135            |
| Hungria (Single Top 40)                       | 6              |
| Hungria (Stream Top 40)                       | 31             |
| Irlanda (IRMA)                                | 33             |
| Japão (Japan Hot 100)                         | 22             |
| Japão (Oricon)                                | 30             |
| Lituânia (AGATA)                              | 36             |
| Malásia (RIM)                                 | 2              |
| Nova Zelândia (RMNZ)                          | 18             |
| Portugal (AFP)                                | 25             |
| Reino Unido (OCC)                             | 39             |
| Singapura (RIAS)                              | 2              |
| Suécia (Sverigetopplistan)                    | 78             |
| Suíça (Schweizer Hitparade)                   | 45             |

## Reconhecimentos
| Programa       | Data                   | Ref.   |
| -------------- | ---------------------- | ------ |
| Inkigayo (SBS) | 20 de setembro de 2020 | [ 82 ] |
| Inkigayo (SBS) | 27 de setembro de 2020 | [ 83 ] |

| Ano  | Premiação                 | Categoria              | Resultado | Ref.   |
| ---- | ------------------------- | ---------------------- | --------- | ------ |
| 2020 | E! People's Choice Awards | O Videoclipe de 2020   | Indicado  | [ 84 ] |
| 2021 | Gaon Chart Music Awards   | Canção do Ano - Agosto | Indicado  | [ 85 ] |

| Tipo   | Revista                | Lista                                                                       | Posição | Ref.   |
| ------ | ---------------------- | --------------------------------------------------------------------------- | ------- | ------ |
| Clipe  | Elite Daily            | The 10 Most Jaw-Dropping Music Videos Of 2020 You'll Never Stop Re-Watching | 9       | [ 86 ] |
| Musica | Rolling Stone          | The Best Pop Collaborations of 2020                                         | -       | [ 87 ] |
| Musica | Rolling Stone          | The 50 Best Songs of 2020                                                   | 13      | [ 88 ] |
| Musica | Springfield News - Sun | Song of the Year                                                            | 10      | [ 89 ] |
| Musica | Billboard              | The 100 Best Songs of 2020                                                  | 74      | [ 90 ] |

## Histórico de lançamento
| Região | Data                 | Formato(s)                 | Gravadora     | Ref.  |
| ------ | -------------------- | -------------------------- | ------------- | ----- |
| Várias | 28 de agosto de 2020 | Download digital streaming | YG Interscope | [ 6 ] |